# Danilo I. Petrović Njegoš
Danilo II. Petrović Njegoš (crnogorska ćiril. Данило I Петровић Његош, Njeguši 6. lipnja 1826. – Kotor 13. kolovoza 1860.) bio je crnogorski vladika 1851. godine. Iduće godine pretvara državu iz mitropolstva u kneževinu te postaje crnogorski knez (orig. knjaz) to jest državni poglavar Kneževine Crne Gore pod imenom Danilo I. Petrović Njegoš.

## Opće karakteristike
Danilo I. je sin Stanka Stijepova Petrovića i brat velikog vojvode Mirka Petrovića (oca crnogorskog kralja Nikole I. Petrovića). Crnogorci su Danila I. zvali i Danilo Stankov ili nadimkom Zeko. Bio je oniža rasta, s prodornim zelenim očima koje su ulijevale strah. Imao je viziju obnove starocrnogorske države Crnojevića u povijesnim granicama i stvaranja suvremene, na pravnom sustavu utemeljene crnogorske države. U krvi i bez trunke milosti se obračunao s plemenskim separatizmima u Bjelopavlićima i Kučima koje su inspirirale proturski orijentirane vođe Crnogoraca.

## Dolazak na vlast
Crnogorski Senat je Danila, slijedeći oporuku Petra II. Petrovića Njegoša 1. siječnja 1852. proglasio vladarom.  
Također, odlukom Senata 1. ožujka 1852. Crna Gora postaje nasljedna kneževina s knezom na čelu, čime obavljena razdioba držvne i crkvena vlasti koju su od 1696. objedinjavali vladari, ujedno crkveni poglavari autokefalne Crkve iz dinastije Petrovića.

## Pohara Bjelopavlića
Godine 1854. dio plemena Bjelopavlića se odmetnuo od crnogorskih vlasti, navodno iz razloga što su se perjanici nemoralno ponijeli prema nekim ženama u Bjelopavlićima. Danilo I. nije uvažio njihove prosvjede, te je dio Bjelopavlića imao namjeru zauzeti vojno skladište kod Manastira Ostroga. Danilo I. je 1. srpnja 1854. s oko 5.000 za Crnogorca spustio u Bjelopavlićku ravnicu. Oko 20 plemenskih vođa Bjelopavlića pobjegli su turskom paši u Skadar. Danilo I. zapovijedio je oduzimanje stoke i novčane kazne za Bjelopavliće. 

## Pokolj Kuča
Pokolj Kuča, u dva navrata, zbio se lipnja i srpnja 1855., nakon što su neke plemenske vođe objavile pokornost turskom paši u Skadru. 

## Danilov zakonik
Godine 1855. donijet je Zakonik Danila I., kneza i gospodara slobodne Crne Gore i Brda, također poznat i pod nazivom Danilov zakonik, kojim je udaren snažan temelj pravnoj državi. 
Danilov zakonik (koji ima karakteristike ustava), u svojih 95 članaka, definira različite grane prava: ustavno, krivično, građansko, međunarodno, procesno i obligacijsko. Njime se garantira svakom Crnogorcu i Brđaninu jednakost, čast, imovina, život i sloboda. 
Članak 16 definira najtežu kaznu u Crnoj Gori – izdaju domovine koja se sankcionira smrtnom kaznom. 
Do 1870. Danilov zakonik je bio u punoj primjeni, a od tada je 40 njegovih članaka ostalo na snazi.

## Obnova Ivanbegovine
Danilo I. je, po dolasku na vlast, izradio plan obnove Crnojevića države, s teritorijalnim proširenjem i potpunim međunarodno-pravnim priznanjem crnogorske neovisnosti.  Svoj plan je nazvao Obnova Ivanbegovine (Ivanbeg, popularni naziv u crnogorskom pučanstvu za vladara Ivana Crnojevića iz 15. stoljeća).
Godine 1856. uputio je Danilo I. memorandum velikim silama tijekom kongresa u Parizu u kojem je zahtijevao:
- priznanje neovisnosti Crne Gore;
- proširenje granica Crne Gore na dijelove teritorija ist.Hercegovine i Albanije;
- verificiranja granica s Osmanlijskim Carstvom;
- ustupanje Crnoj Gori grada Bara

Premda su njegovi zahtjevi odbijeni, ostvario je Danilo I. blisku suradnju s Francuskom. Naredne, 1857. je bio u posjetu Napoleonu III. sve više napuštajući tradicionalni oslonac na Rusko Carstvo.

## Članak za "The Times"
Danilo I. prvi je, u sklopu svoje diplomatske akcije animiranja europske javnosti objavio u "The Times"-u 30. rujna 1856. autorski članak u kojem je obrazložio ciljeve neovisne crnogorske države koji su oslonjeni na povijesnu zadaću Obnove Ivanbegovine  (cit.izvor. crnogorski):
- "466 godina crnogorski narod odbija da se podredi bilo čijoj moći ili da prizna vlast bilo kojeg gospodara; naprotiv, on se otima za nezavisnost s oružjem u ruci, i radosno je prolio svoju krv po oltaru slobode. Četiri i po vijeka crnogorski narod trpio je neprestanu borbu s Turskom imperijom, nekada najmoćnijom u Evropi, pred kojom su drhtale sve države Evrope".

- "Krv njenih junaka pala je na svaki kamen njenih visokih planina, i Crna Gora je sačuvala svoju dragocjenu slobodu. Politika velikih Sila bila bi jako pogrešna kada one ne bi uzele u obzir žrtve koje je njen narod podnio u ime Hrišcanstva – taj narod koji se, između Srpskog kraljevstva, Vizantijskog carstva, kraljevstava Bugarske, Bosne i Epira, koji su svi podlegli napadima Turaka, ponosno branio medju svojim bezvodnim planinama, i koji je znao kako da sačuva usprkos svom siromaštvu i oskudici najsvetiji posjed koji jedna nacija može da ima – svoju nezavisnost".

- "Dok god Crna Gora bude ostala zatvorena u svoje sadašnje granice, njena sudbina biće ista kao što ju je pretrpjela u proteklih pet vjekova – to jest, neprekidna i krvava borba da povrati svoje prijašnje posjede. Crna Gora se ne odrice teritorija koje je posjedovala u već tako dalekom periodu, vec zahtijeva da joj se vrati zemlja za koju se borila u najkritičnijim vremenima, s istim žarom kao i za svoju nezavisnost".

- "Oslanjajući se na razloge koje sam upravo objasnio, uvjeren sam da ce velike evropske Sile željeti da zaštite slabe od jakih, da ce željeti da garantuju Crnogorcima integritet njihove teritorije, da će im garantovati ono što može da sačuva njihovu nacionalnost i njihova prava nepovrijeđenima."[1]

## Reforma Crnogorske vojske
Od 1854. Danilo I. je počeo reformirati Crnogorsku vojsku.

## Odličje za neovisnost
Danilo I.  je Orden za nezavisnost Crne Gore ustanovio 1853. godine, u obliku osmokrake zvijezde sastavljene od sitnih kružića. Na zvijezdi je malteški križ a u njegovoj sredini je kružni crveni emajlirani medaljon s tekstom ćiriličnim tekstom Danil I. Knjaz Crnogorski, kraci su spojeni s lovorovim vijencem.

## Bitka na Grahovcu 1858.g.
Nakon neuspješno okončnih pregovora s Osmanlijama u Mostaru oko razgraničenja u Hercegovini, turske postrojbe u jačini od 10.000 ljudi pod komandom bosanskohercegovačkoga guvernera Ćani-paše su iz Trebinja pokrenute ka Crnoj Gori s ciljem da zauzmu mjesto Grahovo i Grahovac, dominantnu točku nad Grahovačkim poljem. U susret im je, po zapovijedi Danila I. 12. svibnja 1858. krenulo 5.500 Crnogoraca. U strahovitoj dvodnevnoj klanici poginulo je oko 4000 Osmanlija i oko 2000 Crnogoraca. Nakon toga, Porta je morala prihvatiti zahtjev Danila I. o međunarodnom verificiranju granica. Neovisnoj crnogorskoj državi pripojeni je dio povijesnog teritorija Ivanbegovine (Grahovski kraj, Rudine, Župa Nikšićka, Gornje Lipovo, dio Vasojevića, Drobnjaka i Kuča), ukupno oko 1500 km2.

## Atentat
Na kneza Danila I. je 1. kolovoza 1860. u Kotoru (tada u sastavu Austro-Ugarske) izvršen atentat od čijih je posljedica umro. Ubojica Danila I. je bio Crnogorac Todor Kadić, politički emigrant iz plemena Bjelopavlića. Kadić je uhićen i ubijen.

## Obitelj
Danilo I. se 1855. oženio Darinkom Kvekić, Srpkinjom iz Trsta. Imali su kćer Olgu. Na prijestolu Crne Gore ga je nasljedio sinovac Nikola I. Petrović.

## Vanjske poveznice
- Akademik Branko Pavićević o vladavini kneza Danila I. Petrovića
- Danilov zakonik